# Ateliotum
Ateliotum is een geslacht van vlinders van de familie echte motten (Tineidae).

## Soorten
- A. arabicum Petersen, 1961
- A. arenbergeri Petersen & Gaedike, 1985
- A. confusum Petersen, 1966
- A. convicta (Meyrick, 1932)
- A. crymodes (Meyrick, 1908)
- A. hungaricellum Zeller, 1839
- A. insulare (Rebel, 1896)
- A. lusitaniella (Amsel, 1955)
- A. parvum Petersen, 1988
- A. petrinella (Herrich-Schäffer, 1854)
- A. reluctans (Meyrick, 1921)
- A. resurgens (Gozmány, 1969)
- A. syriaca (Caradja, 1920)